# Federació Internacional de Scrabble en Català
La Federació Internacional de Scrabble en Català (FISC) és una entitat sense ànim de lucre que coordina i proporciona recursos a les diferents associacions que practiquen activitats relacionades amb l'Scrabble en català, alhora que organitza competicions oficials seguint un calendari anual. Paral·lelament també promou l'ús lúdic de la llengua catalana a través d'aquest joc, així com augmentar-ne el seu coneixement. En aquest sentit, la FISC està inclosa des de 2017 en el Cens d'entitats per al foment de la llengua catalana, mantingut per la Direcció General de Política Lingüística de la Generalitat de Catalunya. La FISC va ser fundada el 2008 per tres clubs de scrabble (els de Manresa, El Prat de Llobregat i Cerdanyola del Vallès) i té com a àmbit territorial els Països Catalans.

Fitxa de l'scrabble en català

La Federació Internacional de Scrabble en Català inclou actualment onze clubs i vuit grups de joc, repartits arreu dels Països Catalans. També compta amb diversos jutges i jutgesses per arbitrar les competicions oficials.

## Clubs membres[4]
- Club de Scrabble de Canet de Mar
- Club de Scrabble El Prat de Llobregat
- Club de Scrabble Celrà
- Club de Scrabble de l'Hospitalet (l'Hescarràs)
- Club de Scrabble de Premià de Mar
- Associació Club Scrabble Escolar
- Club de Scrabble d'Eivissa
- Club de Scrabble Castelló Comarques
- SACS – Sant Andreu Club de Scrabble (Sant Andreu de Palomar-Barcelona)
- Club de Scrabble de Gràcia-Cassoles
- Club de Scrabble de Vilanova i la Geltrú

- grups de joc a Alella, Granollers, Malgrat de Mar i a la ciutat de Barcelona (Ateneu, l'Atelier Français, la Lleialtat Santsenca, Poblenou-Bac de Roda i Reina Violant)

## Competicions
La FISC manté un calendari anual de competicions oficials en les dues modalitats de l'Scrabble (clàssica i duplicada), uns tornejos que coorganitza juntament amb els diferents clubs i que s'estenen per bona part de la geografia catalanoparlant (com ara Encamp, Sant Cugat del Vallès o Eivissa).

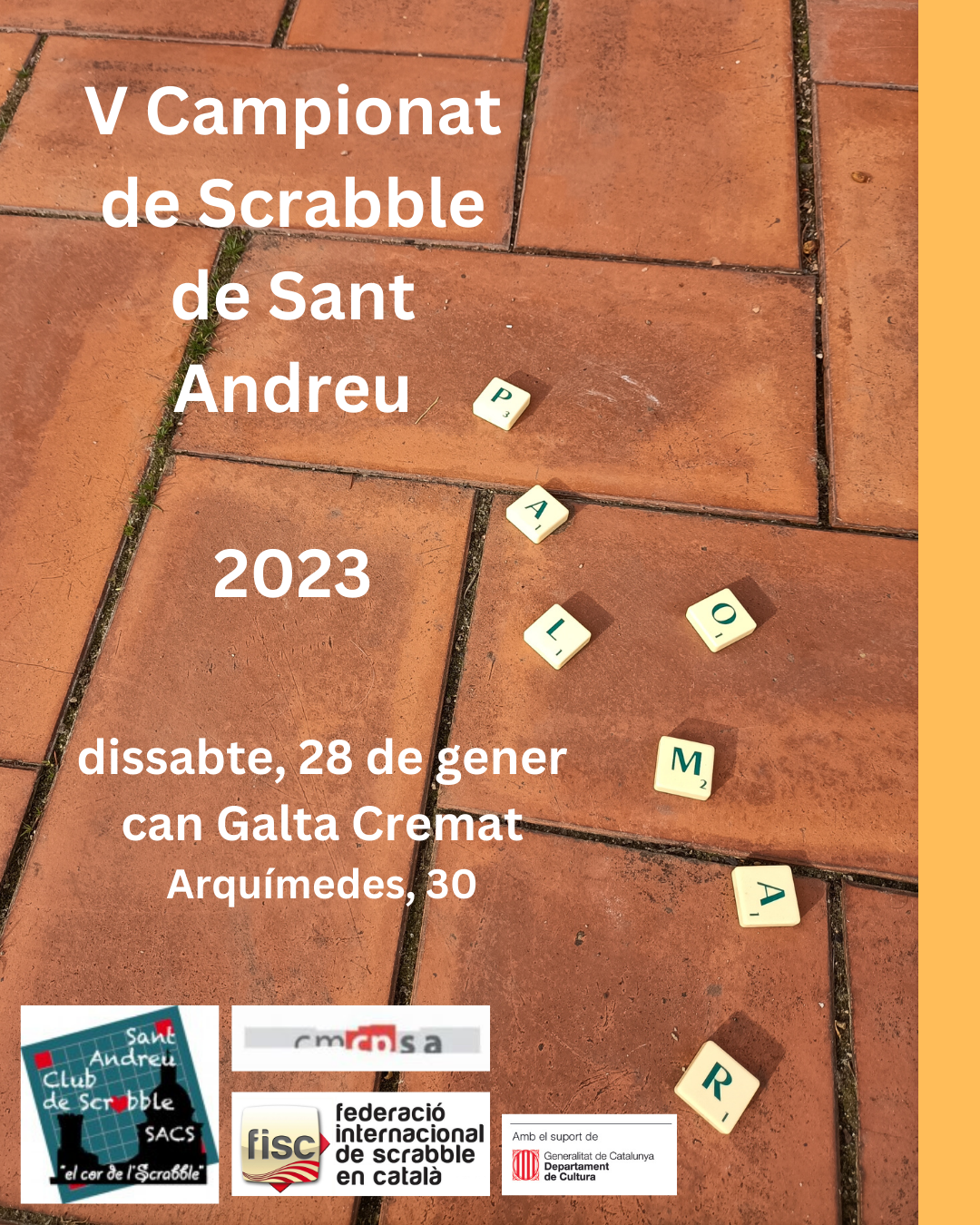
Cartell d'un campionat oficial de la FISC

A banda d'aquesta activitat per a adults, en l'àmbit escolar organitza, cada curs des de 2009, els Campionats de Scrabble Escolar en Català, amb una nombrosa participació (a l'edició de 2017/18 van ser al voltant de tres mil alumnes, des de 5è de primària fins a 4t de secundària, d'una cinquantena de centres d'ensenyament), que compta amb fases classificatòries territorials
i una gran final per a tots els Països Catalans. Aquest és un projecte que té per objectiu conjugar els components lingüístic, social, matemàtic i competitiu, mitjançant el joc de l'Scrabble.
També la FISC ha organitzat els Campionats Mundials de Scrabble en Català celebrats a Mataró (2011) i a la vila d'Eivissa (2013).
L'any 2016 es va aconseguir una altra fita per l'scrabble en catalàː el primer campionat internacional fora de l'àmbit lingüístic, que va disputar-se a Lilla, en el marc dels Campionats mundials de Scrabble i va ser organitzat per la Federació Internacional de Scrabble en Català.

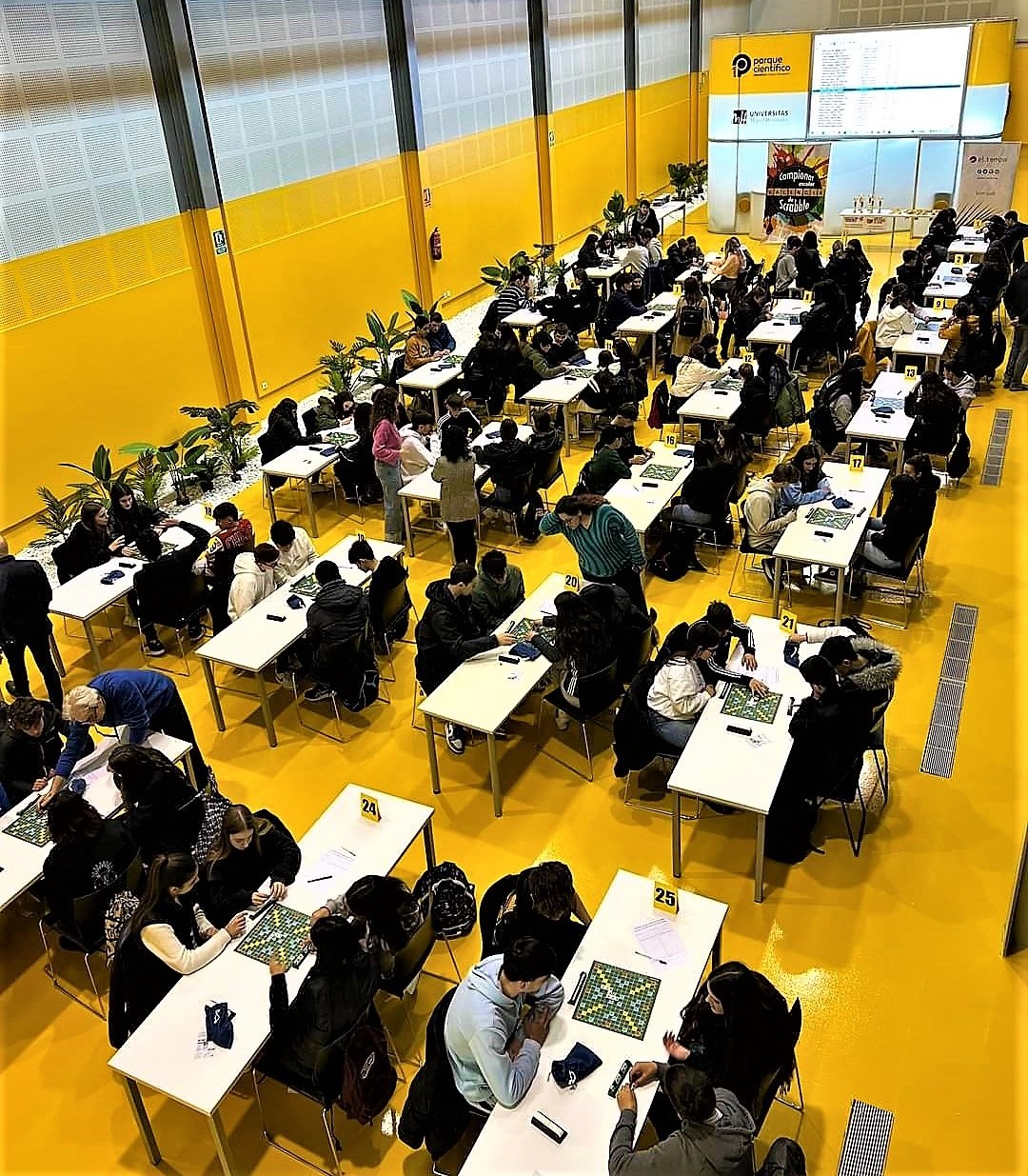
6è Campionat Valencià de Scrabble Escolar (Elx, 2022)

La Federació Internacional de Scrabble en Català, conjuntament amb la Plataforma per la Llengua, va estrenar el 2022 una nova competició, que per primer cop compta amb premis en metàl·lic, l'anomenat "Gran Campionat", que es celebra a diferents localitats dels Països Catalans, com ara Barcelona (2022 i 2023), Girona (2022) o Manacor (2024).